# Roilly
Roilly település Franciaországban, Côte-d’Or megyében. Lakosainak száma 52 fő (2022. január 1.). Roilly Brianny, Nan-sous-Thil, Précy-sous-Thil és Le Val-Larrey községekkel határos.

## Népesség
A település népessége az elmúlt években az alábbi módon változott:
| Lakosok száma | 46   | 27   | 39   | 34   | 42   | 46   | 49   | 49   | 50   | 52   |
|               | 1968 | 1982 | 1990 | 2006 | 2013 | 2015 | 2017 | 2019 | 2020 | 2022 |